# Lechradweg
Der Lechradweg führt auf einer Strecke von etwa 240 Kilometern von der Mündung in die Donau bei Marxheim nach Steeg im Tiroler Lechtal.

## Streckenverlauf

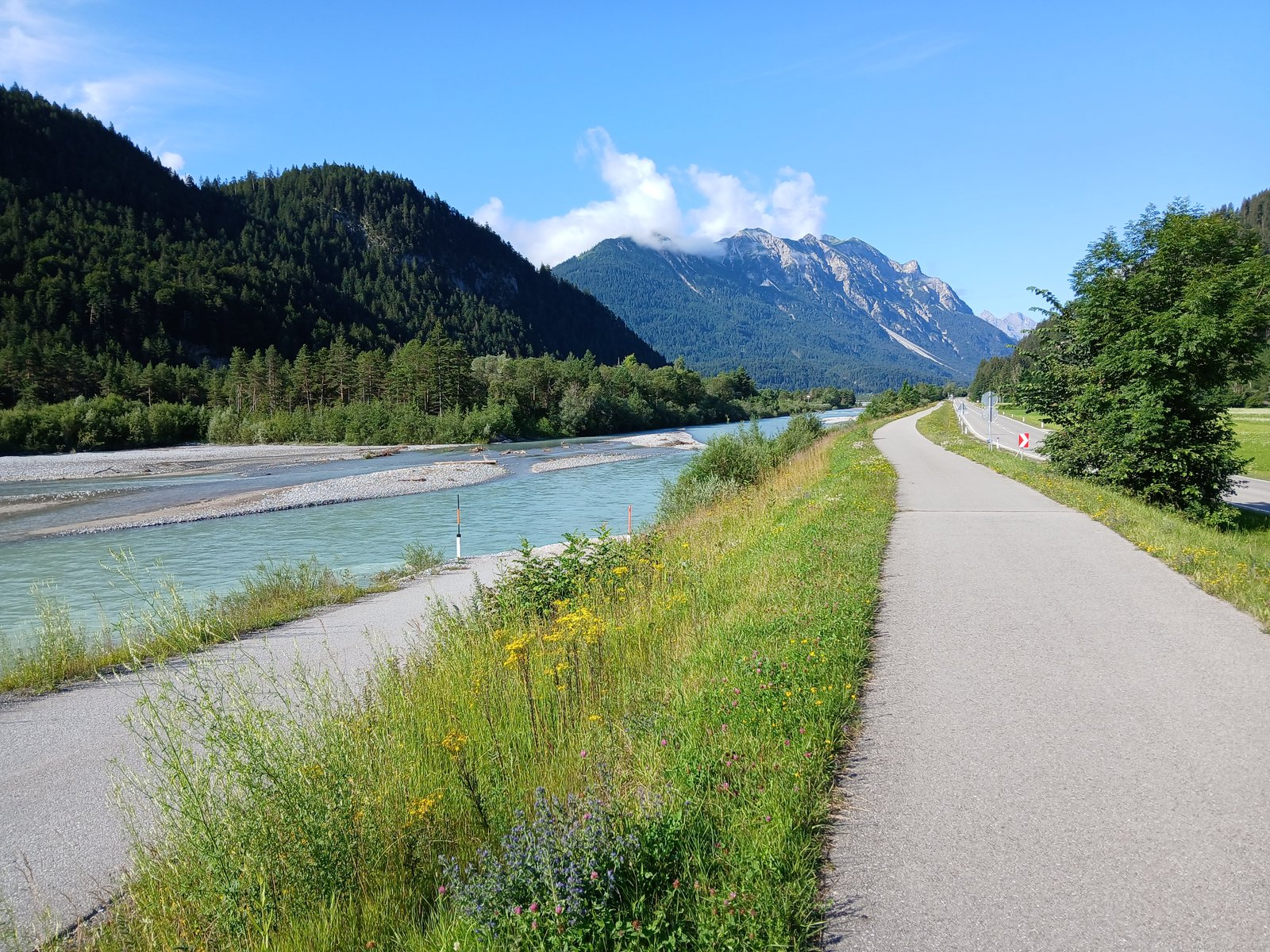
Der Lechradweg bei Höfen, Tirol

Der Lechradweg startet südlich von Marxheim an der Mündung des Lech in die Donau. Er führt in südlicher Richtung, meist in unmittelbarer Nähe zum Fluss, nach Augsburg. Dort nimmt er seinen größten Nebenfluss, die Wertach, auf. Immer am Ufer bzw. auf dem Dammweg des Lech entlang führt der Radweg aus der Stadt hinaus und entlang einiger Stauseen bis nach Landsberg am Lech. Weiter in südlicher Richtung ändert sich nun auch das Relief im Alpenvorland zusehends. Die Hügel und Steigungen werden mehr und der Einschnitt des Lech tiefer. Über die sehenswerte Stadt Schongau gelangt man zum Naturschutzgebiet Litzauer Schleife bei Burggen und weiter über Lechbruck am See und den künstlich aufgestauten Forggensee nach Füssen mit dem weltbekannten Schloss Neuschwanstein. Unmittelbar südlich der Stadt wird die Grenze zu Österreich passiert und man gelangt über Reutte in das Lechtal. Hier konnte sich der Fluss den Charakter eines Wildflusses noch bewahren. In Steeg endet der Lechradweg nach ca. 240 km schließlich.

## Sehenswürdigkeiten
- Kloster Thierhaupten
- Stadt Augsburg
- Stadt Landsberg am Lech
- Stadt Schongau
- Naturschutzgebiet Litzauer Schleife
- Forggensee
- Stadt Füssen
- Burg Ehrenberg bei Reutte
- Lechtal

## Höhenprofil
Der Lechradweg verläuft auf der gesamten Strecke zum großen Teil auf ufernahen Wegen. Lediglich in Bereichen, wo der Fluss sich tiefer eingegraben hat bzw. es die Topographie nicht erlaubt, führt der Radweg etwas abseits des Flusses. Der Lechradweg ist in beiden Richtungen durchgängig ausgeschildert. In der Literatur wird die Fahrtrichtung von Marxheim nach Steeg mit dem Fernziel Alpen beschrieben. In der Gegenrichtung sind entsprechend weniger Höhenmeter zu bewältigen.

## Anschlussmöglichkeiten
- Donauradweg bei Marxheim
- Allgäu-Radweg in Schongau
- Radrunde Allgäu in Füssen
- Bodensee-Königssee-Radweg in Füssen
- Zwischen Meitingen und Reutte abschnittsweise parallel mit Via Claudia Augusta